# Kid Ink/Diskografie
Diese Diskografie ist eine Übersicht über die musikalischen Werke des US-amerikanischen Rappers und Sängers Kid Ink. Den Quellenangaben und Schallplattenauszeichnungen zufolge hat er bisher mehr als 23,7 Millionen Tonträger verkauft, davon alleine in seiner Heimat über 18 Millionen. Seine erfolgreichste Veröffentlichung ist die Single Show Me mit über 4,7 Millionen verkauften Einheiten.

## Alben

### Studioalben
| Jahr | Titel Musiklabel                                       | Höchstplatzierung, Gesamtwochen, AuszeichnungChartplatzierungen (Jahr, Titel, Musiklabel, Platzierungen, Wochen, Auszeichnungen, Anmerkungen) | Höchstplatzierung, Gesamtwochen, AuszeichnungChartplatzierungen (Jahr, Titel, Musiklabel, Platzierungen, Wochen, Auszeichnungen, Anmerkungen) | Höchstplatzierung, Gesamtwochen, AuszeichnungChartplatzierungen (Jahr, Titel, Musiklabel, Platzierungen, Wochen, Auszeichnungen, Anmerkungen) | Höchstplatzierung, Gesamtwochen, AuszeichnungChartplatzierungen (Jahr, Titel, Musiklabel, Platzierungen, Wochen, Auszeichnungen, Anmerkungen) | Höchstplatzierung, Gesamtwochen, AuszeichnungChartplatzierungen (Jahr, Titel, Musiklabel, Platzierungen, Wochen, Auszeichnungen, Anmerkungen) | Anmerkungen                                                |
| Jahr | Titel Musiklabel                                       | DE | AT | CH | UK | US | Anmerkungen                                                |
| ---- | ------------------------------------------------------ | --- | --- | --- | --- | --- | ---------------------------------------------------------- |
| 2012 | Up & Away Tha Alumni Music Group                       | — | — | — | — | US20 (3 Wo.)US | Erstveröffentlichung: 12. Juni 2012                        |
| 2014 | My Own Lane Tha Alumni Music Group / RCA Records (SME) | DE12 (5 Wo.)DE | AT16 (1 Wo.)AT | CH8 (4 Wo.)CH | UK34 Silber · (6 Wo.)UK | US3 Platin · (21 Wo.)US | Erstveröffentlichung: 7. Januar 2014 Verkäufe: + 1.107.500 |
| 2015 | Full Speed Tha Alumni Music Group / RCA Records (SME)  | DE10 (5 Wo.)DE | AT12 (2 Wo.)AT | CH7 (5 Wo.)CH | UK10 Silber · (3 Wo.)UK | US14 Gold · (25 Wo.)US | Erstveröffentlichung: 30. Januar 2015 Verkäufe: + 567.500  |

### Mixtapes
| Jahr | Titel Musiklabel                                                      | Höchstplatzierung, Gesamtwochen, AuszeichnungChartplatzierungen (Jahr, Titel, Musiklabel, Platzierungen, Wochen, Auszeichnungen, Anmerkungen) | Höchstplatzierung, Gesamtwochen, AuszeichnungChartplatzierungen (Jahr, Titel, Musiklabel, Platzierungen, Wochen, Auszeichnungen, Anmerkungen) | Höchstplatzierung, Gesamtwochen, AuszeichnungChartplatzierungen (Jahr, Titel, Musiklabel, Platzierungen, Wochen, Auszeichnungen, Anmerkungen) | Höchstplatzierung, Gesamtwochen, AuszeichnungChartplatzierungen (Jahr, Titel, Musiklabel, Platzierungen, Wochen, Auszeichnungen, Anmerkungen) | Höchstplatzierung, Gesamtwochen, AuszeichnungChartplatzierungen (Jahr, Titel, Musiklabel, Platzierungen, Wochen, Auszeichnungen, Anmerkungen) | Anmerkungen                                                                        |
| Jahr | Titel Musiklabel                                                      | DE | AT | CH | UK | US | Anmerkungen                                                                        |
| ---- | --------------------------------------------------------------------- | --- | --- | --- | --- | --- | ---------------------------------------------------------------------------------- |
| 2010 | Daydreamer Selbstverlag                                               | — | — | — | — | — | Erstveröffentlichung: 1. Februar 2010 als World Tour                               |
| 2010 | Crash Landing Tha Alumni Music Group                                  | — | — | — | — | — | Erstveröffentlichung: 15. November 2010 DJ Ill Will & DJ Rockstar starring Kid Ink |
| 2011 | Daydreamer Tha Alumni Music Group                                     | — | — | — | — | — | Erstveröffentlichung: 21. Juni 2011                                                |
| 2011 | Wheels Up Tha Alumni Music Group                                      | — | — | — | — | — | Erstveröffentlichung: 10. Oktober 2011                                             |
| 2012 | Rocketshipshawty Tha Alumni Music Group                               | — | — | — | — | — | Erstveröffentlichung: 21. November 2012                                            |
| 2015 | Summer in the Winter Tha Alumni Music Group / RCA Records (SME)       | — | — | CH73 (1 Wo.)CH | — | US50 (3 Wo.)US | Erstveröffentlichung: 25. Dezember 2015                                            |
| 2016 | RSS 2 (Rocketshipshawty 2) Tha Alumni Music Group / RCA Records (SME) | — | — | — | — | — | Erstveröffentlichung: 20. September 2016                                           |

### EPs
| Jahr | Titel Musiklabel               | Höchstplatzierung, Gesamtwochen, AuszeichnungChartplatzierungen (Jahr, Titel, Musiklabel, Platzierungen, Wochen, Auszeichnungen, Anmerkungen) | Höchstplatzierung, Gesamtwochen, AuszeichnungChartplatzierungen (Jahr, Titel, Musiklabel, Platzierungen, Wochen, Auszeichnungen, Anmerkungen) | Höchstplatzierung, Gesamtwochen, AuszeichnungChartplatzierungen (Jahr, Titel, Musiklabel, Platzierungen, Wochen, Auszeichnungen, Anmerkungen) | Höchstplatzierung, Gesamtwochen, AuszeichnungChartplatzierungen (Jahr, Titel, Musiklabel, Platzierungen, Wochen, Auszeichnungen, Anmerkungen) | Höchstplatzierung, Gesamtwochen, AuszeichnungChartplatzierungen (Jahr, Titel, Musiklabel, Platzierungen, Wochen, Auszeichnungen, Anmerkungen) | Anmerkungen                             |
| Jahr | Titel Musiklabel               | DE | AT | CH | UK | US | Anmerkungen                             |
| ---- | ------------------------------ | --- | --- | --- | --- | --- | --------------------------------------- |
| 2013 | Almost Home RCA Records (SME)  | — | — | — | — | US27 (2 Wo.)US | Erstveröffentlichung: 28. Mai 2013      |
| 2017 | 7 Series RCA Records (SME)     | — | — | — | — | US199 (1 Wo.)US | Erstveröffentlichung: 5. Mai 2017       |
| 2018 | Missed Calls RCA Records (SME) | — | — | — | — | — | Erstveröffentlichung: 14. Dezember 2018 |

## Singles

### Als Leadmusiker
| Jahr | Titel Album                        | Höchstplatzierung, Gesamtwochen, AuszeichnungChartplatzierungen (Jahr, Titel, Album, Platzierungen, Wochen, Auszeichnungen, Anmerkungen) | Höchstplatzierung, Gesamtwochen, AuszeichnungChartplatzierungen (Jahr, Titel, Album, Platzierungen, Wochen, Auszeichnungen, Anmerkungen) | Höchstplatzierung, Gesamtwochen, AuszeichnungChartplatzierungen (Jahr, Titel, Album, Platzierungen, Wochen, Auszeichnungen, Anmerkungen) | Höchstplatzierung, Gesamtwochen, AuszeichnungChartplatzierungen (Jahr, Titel, Album, Platzierungen, Wochen, Auszeichnungen, Anmerkungen) | Höchstplatzierung, Gesamtwochen, AuszeichnungChartplatzierungen (Jahr, Titel, Album, Platzierungen, Wochen, Auszeichnungen, Anmerkungen) | Anmerkungen                                                                         |
| Jahr | Titel Album                        | DE | AT | CH | UK | US | Anmerkungen                                                                         |
| ---- | ---------------------------------- | --- | --- | --- | --- | --- | ----------------------------------------------------------------------------------- |
| 2011 | Hero –                             | — | — | — | — | — | Erstveröffentlichung: 15. April 2011 Cover des Liedes The Show Must Go on von Queen |
| 2012 | Time of Your Life Up & Away        | — | — | — | — | — | Erstveröffentlichung: 14. Januar 2012                                               |
| 2012 | Tuna Roll Wheels Up                | — | — | — | — | — | Erstveröffentlichung: 6. Februar 2012                                               |
| 2012 | I Just Want It All Daydreamer      | — | — | — | — | — | Erstveröffentlichung: 6. April 2012                                                 |
| 2012 | Lost in the Sauce Up & Away        | — | — | — | — | — | Erstveröffentlichung: 26. April 2012                                                |
| 2012 | What I Do Wheels Up                | — | — | — | — | — | Erstveröffentlichung: 8. August 2012                                                |
| 2012 | Keep It Rollin Crash Landing       | — | — | — | — | — | Erstveröffentlichung: 12. August 2012                                               |
| 2013 | Bad Ass Almost Home                | — | — | — | — | US90 (1 Wo.)US | Erstveröffentlichung: 22. Januar 2013 feat. Wale & Meek Mill                        |
| 2013 | Money and the Power Almost Home    | DE70 (13 Wo.)DE | — | — | UK81 (1 Wo.)UK | US— GoldUS | Erstveröffentlichung: 28. Mai 2013                                                  |
| 2013 | Show Me My Own Lane                | DE36 Gold · (31 Wo.)DE | AT47 (2 Wo.)AT | CH32 (3 Wo.)CH | UK23 Platin · (23 Wo.)UK | US13 ×4Vierfachplatin · (31 Wo.)US | Erstveröffentlichung: 17. September 2013 feat. Chris Brown                          |
| 2013 | Iz U Down My Own Lane              | DE91 (1 Wo.)DE | — | — | — | — | Erstveröffentlichung: 17. Dezember 2013 feat. Tyga                                  |
| 2013 | No Miracles My Own Lane            | — | — | — | — | — | Erstveröffentlichung: 17. Dezember 2013 feat. Elle Varner & Machine Gun Kelly       |
| 2014 | Main Chick My Own Lane             | DE99 (1 Wo.)DE | — | — | UK69 Silber · (2 Wo.)UK | US60 Platin · (20 Wo.)US | Erstveröffentlichung: 11. März 2014 feat. Chris Brown & Tyga                        |
| 2014 | Body Language Full Speed           | DE54 (12 Wo.)DE | — | — | UK46 Silber · (15 Wo.)UK | US72 Platin · (18 Wo.)US | Erstveröffentlichung: 9. September 2014 feat. Usher & Tinashe                       |
| 2015 | Hotel Full Speed                   | DE30 (9 Wo.)DE | — | — | UK43 Silber · (5 Wo.)UK | US96 Gold · (1 Wo.)US | Erstveröffentlichung: 9. Januar 2015 feat. Chris Brown                              |
| 2015 | Ride Out Fast & Furious 7 (O.S.T.) | DE21 (14 Wo.)DE | AT26 (5 Wo.)AT | CH25 (5 Wo.)CH | UK70 (2 Wo.)UK | US70 Gold · (3 Wo.)US | Erstveröffentlichung: 17. Februar 2015 mit Tyga, Wale, YG & Rich Homie Quan         |
| 2015 | Be Real Full Speed                 | DE77 Gold · (2 Wo.)DE | — | — | UK— SilberUK | US43 ×2Doppelplatin · (20 Wo.)US | Erstveröffentlichung: 31. März 2015 feat. Dej Loaf                                  |
| 2015 | Dolo Full Speed                    | DE98 (1 Wo.)DE | — | — | — | — | Erstveröffentlichung: 6. August 2015 feat. R. Kelly                                 |
| 2015 | Promise Summer In The Winter       | — | — | — | UK— SilberUK | US57 ×2Doppelplatin · (14 Wo.)US | Erstveröffentlichung: 24. Dezember 2015 feat. Fetty Wap                             |
| 2016 | Nasty –                            | — | — | — | — | — | Erstveröffentlichung: 3. Juni 2016 feat. Jeremih                                    |
| 2017 | Swish 7 Series                     | — | — | — | — | — | Erstveröffentlichung: 3. Februar 2017 feat. 2 Chainz                                |
| 2017 | F With U 7 Series                  | — | — | — | UK52 (1 Wo.)UK | US— GoldUS | Erstveröffentlichung: 7. April 2017 feat. Ty Dolla Sign                             |
| 2017 | Now It’s Personal –                | — | — | — | — | — | Erstveröffentlichung: 12. Mai 2017                                                  |
| 2017 | Bad Habit –                        | — | — | — | — | — | Erstveröffentlichung: 6. Oktober 2017                                               |
| 2018 | Tell Somebody –                    | — | — | — | — | — | Erstveröffentlichung: 5. Januar 2018                                                |
| 2018 | One Time –                         | — | — | — | — | — | Erstveröffentlichung: 11. Mai 2018                                                  |
| 2018 | Woop Woop –                        | — | — | — | — | — | Erstveröffentlichung: 15. Juni 2018                                                 |
| 2018 | Big Deal Missed Calls              | — | — | — | — | — | Erstveröffentlichung: 3. August 2018                                                |
| 2018 | Cana –                             | — | — | — | — | — | Erstveröffentlichung: 17. August 2018 feat. 24hrs                                   |
| 2018 | No Budget Missed Calls             | — | — | — | — | — | Erstveröffentlichung: 2. November 2018 feat. Rich The Kid                           |

### Als Gastmusiker
| Jahr | Titel Album                                        | Höchstplatzierung, Gesamtwochen, AuszeichnungChartplatzierungen (Jahr, Titel, Album, Platzierungen, Wochen, Auszeichnungen, Anmerkungen) | Höchstplatzierung, Gesamtwochen, AuszeichnungChartplatzierungen (Jahr, Titel, Album, Platzierungen, Wochen, Auszeichnungen, Anmerkungen) | Höchstplatzierung, Gesamtwochen, AuszeichnungChartplatzierungen (Jahr, Titel, Album, Platzierungen, Wochen, Auszeichnungen, Anmerkungen) | Höchstplatzierung, Gesamtwochen, AuszeichnungChartplatzierungen (Jahr, Titel, Album, Platzierungen, Wochen, Auszeichnungen, Anmerkungen) | Höchstplatzierung, Gesamtwochen, AuszeichnungChartplatzierungen (Jahr, Titel, Album, Platzierungen, Wochen, Auszeichnungen, Anmerkungen) | Anmerkungen                                                                                  |
| Jahr | Titel Album                                        | DE | AT | CH | UK | US | Anmerkungen                                                                                  |
| ---- | -------------------------------------------------- | --- | --- | --- | --- | --- | -------------------------------------------------------------------------------------------- |
| 2014 | Delirious (Boneless) Neon Future I                 | DE49 Gold · (8 Wo.)DE | AT42 (3 Wo.)AT | — | — | US90 Gold · (3 Wo.)US | Erstveröffentlichung: 24. Juni 2014 Steve Aoki, Chris Lake & Tujamo feat. Kid Ink            |
| 2014 | Me and My Team –                                   | — | — | — | — | — | Erstveröffentlichung: 1. Juli 2014 Maejor Ali feat. Trey Songz & Kid Ink                     |
| 2014 | Red Cup Sharp on All 4 Corners: Corner 1           | — | — | — | — | — | Erstveröffentlichung: 6. August 2014 E-40 feat. T-Pain, Kid Ink & B.o.B                      |
| 2014 | Pull Up –                                          | — | — | — | — | — | Erstveröffentlichung: 30. Dezember 2014 L.A. Leakers feat. Kid Ink, Sage the Gemini & Iamsu! |
| 2015 | Worth It Reflection                                | DE16 Platin · (32 Wo.)DE | AT23 Gold · (22 Wo.)AT | CH21 (20 Wo.)CH | UK3 Platin · (19 Wo.)UK | US12 ×3Dreifachplatin · (36 Wo.)US | Erstveröffentlichung: 20. Januar 2015 Fifth Harmony feat. Kid Ink                            |
| 2015 | Baby’s In Love Hollywood: A Story of a Dozen Roses | — | — | — | — | — | Erstveröffentlichung: 1. Mai 2015 Jamie Foxx feat. Kid Ink                                   |
| 2015 | I’m Up –                                           | — | — | — | — | — | Erstveröffentlichung: 18. Juni 2015 Omarion feat. Kid Ink & French Montana                   |
| 2015 | That’s How You Know Cornerstone                    | DE65 (9 Wo.)DE | AT12 (14 Wo.)AT | — | — | — | Erstveröffentlichung: 17. Juli 2015 Nico & Vinz feat. Kid Ink & Bebe Rexha                   |
| 2015 | 100 –                                              | — | — | — | — | — | Erstveröffentlichung: 24. Juli 2015 Travis Barker feat. Kid Ink, Ty Dolla $ign, Tyga, Iamsu! |
| 2015 | Get Home Sexpectations, Vol.1                      | — | — | — | — | — | Erstveröffentlichung: 31. Juli 2015 JR Castro feat. Kid Ink & Quavo                          |
| 2017 | I Love You More Than You Know                      | — | — | — | UK72 (1 Wo.)UK | — | Erstveröffentlichung: 10. Februar 2017 Axwell Λ Ingrosso feat. Kid Ink & Madison Love        |
| 2018 | Vibe Don’t Tell Me It Can’t Be Done                | — | — | — | — | — | Erstveröffentlichung: 18. Mai 2018 Dizzy Wright feat. Kid Ink                                |
| 2018 | King Without a Crown –                             | — | — | — | — | — | Erstveröffentlichung: 20. Juli 2018 Punctual feat. Skinny Living & Kid Ink                   |
| 2021 | Ride With Me –                                     | — | — | — | — | — | Erstveröffentlichung: 4. Juni 2021 Tungevaag feat. Kid Ink                                   |

## Musikvideos
| Jahr | Titel                                                                   | Regie                            |
| ---- | ----------------------------------------------------------------------- | -------------------------------- |
| 2010 | Keep It Rollin                                                          | Alex Nazari                      |
| 2010 | La La La                                                                | Alex Nazari                      |
| 2011 | Tat It Up                                                               |                                  |
| 2011 | 360 (mit Meek Mill)                                                     | Alex Nazari                      |
| 2011 | It’s On                                                                 | Alex Nazari                      |
| 2011 | Cali Dreamin’                                                           | DJ Ill Will                      |
| 2012 | I Just Want It All                                                      | Strange Customs                  |
| 2012 | No Sticks No Seeds                                                      |                                  |
| 2012 | Stank In My Blunt                                                       |                                  |
| 2012 | STFU (mit Pries)                                                        | Jon Duckworth                    |
| 2012 | Time of Your Life                                                       | Alex Nazari                      |
| 2012 | Run This                                                                | Alex Nazari                      |
| 2012 | Ms. Jane                                                                |                                  |
| 2012 | Neva Gave A Fuck                                                        |                                  |
| 2012 | Lost In The Sauce                                                       | Strange Customs                  |
| 2012 | Hear Them Talk                                                          |                                  |
| 2012 | Drippin’                                                                | Grizz Lee                        |
| 2012 | Hell and Back                                                           | Alex Nazari                      |
| 2012 | Bom Bom                                                                 |                                  |
| 2012 | Is It You                                                               | Grizz Lee                        |
| 2012 | Roll Out                                                                |                                  |
| 2012 | No One Left                                                             |                                  |
| 2012 | Ghost                                                                   | Angelo Deprater & Holla At Gil   |
| 2012 | OG                                                                      | Born Original                    |
| 2012 | Hell and Back (Remix) (feat. MGK)                                       | Jake Janisse                     |
| 2012 | Can’t Ignore Me                                                         | George Orozco                    |
| 2012 | Never Change                                                            | George Orozco                    |
| 2012 | Poppin’ Shit (feat. King Los)                                           | Grizz Lee                        |
| 2013 | What They Doin’ (feat. YG)                                              | Matt Alonzo                      |
| 2013 | Run This                                                                |                                  |
| 2013 | Blowin Swishers                                                         |                                  |
| 2013 | Lowkey Poppin                                                           | Alex Nazari                      |
| 2013 | Bad Ass (feat. Meek Mill & Wale)                                        | MR Productions                   |
| 2013 | Drinks In The Air (mit Ray J)                                           |                                  |
| 2013 | Keep Up                                                                 | MR Productions                   |
| 2013 | Almost Home                                                             |                                  |
| 2013 | Slip N Slide (mit Jonn Hart)                                            |                                  |
| 2013 | Ride’n (mit Quis $weat)                                                 |                                  |
| 2013 | Time of Your Life                                                       |                                  |
| 2013 | Crazy Up                                                                | Matt Alonzo                      |
| 2013 | Bossin’ Up                                                              | Dan Centrone                     |
| 2013 | Fashion (mit Dizzy Wright & Honey Cocaine)                              |                                  |
| 2013 | Get You High Today                                                      | George Orozco                    |
| 2013 | Fuck Sleep                                                              | Alex Nazar                       |
| 2013 | Money and the Power                                                     | Alex Nazar                       |
| 2013 | I Know Who You Are (feat. Casey Veggies)                                | Born Original                    |
| 2013 | Sunset                                                                  | Jake Janisse                     |
| 2013 | All I Know                                                              |                                  |
| 2013 | Doin Nothin (mit Sean Brown)                                            | Born Original                    |
| 2013 | Show Me (feat. Chris Brown)                                             | Chris Brown                      |
| 2013 | Hear Them Talk                                                          | Dan Centrone                     |
| 2013 | No Miracles (feat. Elle Varner & Machine Gun Kelly)                     | Simon Davis                      |
| 2013 | Bathroom (feat. Gudda Gudda)                                            | Alex Nazari                      |
| 2013 | Get Mine (feat. Nipsey Hussle)                                          | Alex Nazari                      |
| 2014 | What I Do                                                               |                                  |
| 2014 | Iz U Down (feat. Tyga)                                                  | Hundred Proof                    |
| 2014 | Next (mit Sevyn Streeter)                                               |                                  |
| 2014 | Main Chick (feat. Chris Brown & Tyga)                                   | Alex Moors                       |
| 2014 | No Option (feat King Los)                                               |                                  |
| 2014 | More Than A King                                                        | Dan Centrone                     |
| 2014 | Kiss Goodnight (feat. Eric Bellinger)                                   | Mike Ho                          |
| 2014 | I Don’t Care (feat. Maejor Ali)                                         | Dan Centrone                     |
| 2014 | Rollin                                                                  | George Orozco                    |
| 2014 | Delirious (Boneless) (mit Steve Aoki, Chris Lake & Tujamo)              |                                  |
| 2014 | Red Cup (mit E-40, T-Pain & B.o.B)                                      |                                  |
| 2014 | Body Language (feat. Usher & Tinashe)                                   | Darren Craig                     |
| 2014 | Cool Back                                                               | Dan Centrone                     |
| 2014 | Blunted                                                                 | Dan Centrone                     |
| 2015 | Hello World                                                             | Kid Ink                          |
| 2015 | Ride Out (mit Tyga, Wale, YG & Rich Homie Quan)                         | Payne Lindsey                    |
| 2015 | Like a Hott Boyy (feat. Young Thug & Bric Baby Shitro)                  | Dan Centrone                     |
| 2015 | Be Real (feat. Dej Loaf)                                                | Mike Ho                          |
| 2015 | Worth It (mit Fifth Harmony)                                            | Cameron Duddy                    |
| 2015 | Hotel (feat Chris Brown)                                                | Lawrence Mercado                 |
| 2015 | Hardhead (mit Dog Shit)                                                 | Dan Centrone                     |
| 2015 | Real Recognize                                                          | Dan Centrone                     |
| 2015 | That’s How You Know (mit Nico & Vinz & Bebe Rexha)                      | RJ Collins and Pasqual Gutierrez |
| 2015 | Faster                                                                  | James Mackel                     |
| 2015 | Blowin’ Swishers Pt. 2 (feat. Starrah)                                  | Dan Centrone                     |
| 2016 | Runny Ranch                                                             | Dan Centrone                     |
| 2016 | That’s on You                                                           | Jake Janisse                     |
| 2016 | Summer in the Winter (feat. Omarion)                                    | Mike Ho                          |
| 2016 | Bank                                                                    | Steven Taylor                    |
| 2016 | Nasty (mit Jeremih & Spice)                                             | Mike Ho                          |
| 2016 | Die In It                                                               | Grizz Lee                        |
| 2016 | One Day                                                                 | Jake Janisse                     |
| 2017 | Hey Baby (mit Dimitri Vegas & Like Mike vs. Diplo feat. Deb’s Daughter) | Dan Centrone                     |

## Promoveröffentlichungen
Promo-Singles
| Jahr | Titel Album         | Anmerkungen                                                        |
| ---- | ------------------- | ------------------------------------------------------------------ |
| 2017 | Lottery 7 Series    | Erstveröffentlichung: 20. April 2017                               |
| 2017 | Supersoaka 7 Series | Erstveröffentlichung: 27. April 2017                               |
| 2018 | YUSO Missed Calls   | Erstveröffentlichung: 13. Dezember 2018 feat. Lil Wayne & Saweetie |

## Sonderveröffentlichungen

### Remixe
| Jahr | Titel                                | Interpret                                        | Album                |
| ---- | ------------------------------------ | ------------------------------------------------ | -------------------- |
| 2012 | Up Every Night                       | Statik Selektah, Termanology, Cory Gunz          | –                    |
| 2014 | The Man                              | Aloe Blacc                                       | Lift Your Spirit     |
| 2014 | nEXt                                 | Sevyn Streeter                                   | Call Me Crazy, But…  |
| 2014 | Magic                                | Magic!, Ty Dolla $ign, Travis Barker             | Don’t Kill the Magic |
| 2015 | Cheerleader                          | OMI, Felix Jaehn, Salaam Remi                    | –                    |
| 2015 | Your Number                          | Ayo Jay, Chris Brown                             | –                    |
| 2017 | With You Tonight (Hasta el Amanecer) | Nicky Jam                                        | Fenix                |
| 2017 | Hey Baby                             | Dimitri Vegas & Like Mike, Diplo, Deb’s Daughter | –                    |

### Gastbeiträge
| Jahr | Titel                | Mitwirkende Interpreten                            | Album                                           |
| ---- | -------------------- | -------------------------------------------------- | ----------------------------------------------- |
| 2012 | Highlights           | Dorrough                                           | Highlights                                      |
| 2012 | Wait a Minute        | Chris Webby, Bun B                                 | Bars on Me                                      |
| 2012 | Last Night           | Mark Battles                                       | Walking Distance                                |
| 2012 | That’s All           | Ty Dolla $ign                                      | Beach House                                     |
| 2012 | 1 Girl, 2 Cups       | Sterling Simms                                     | Mary & Molly                                    |
| 2012 | Same Ol’ Story       | DJ Drama, Schoolboy Q, Cory Gunz, Childish Gambino | Quality Street Music                            |
| 2012 | Let It Go            | Glasses Malone, E-40                               | Glass House                                     |
| 2013 | Pussy on My Mind     | Bow Wow                                            | Greenlight 5                                    |
| 2013 | Victorious           | Funkmaster Flex                                    | Who You Mad At? Me or Yourself?                 |
| 2013 | Slip n’ Slide        | Jonn Hart                                          | –                                               |
| 2013 | STFU                 | Pries                                              | Copy, Paste, No Glue                            |
| 2013 | On the Low           | Logic, Trinidad James                              | Young Sinatra: Welcome to Forever               |
| 2013 | Blast                | Dorrough, Problem                                  | Shut the City Down                              |
| 2013 | CNN                  | DJ Mustard                                         | Ketchup                                         |
| 2013 | Creez                | Ty Dolla Sign, B.o.B                               | Beach House 2                                   |
| 2013 | Fashion              | Dizzy Wright, Honey Cocaine                        | The Golden Age                                  |
| 2014 | Woke Up This Morning | DJ Whoo Kid, Devin Cruise                          | SXEW Vol. 1                                     |
| 2014 | Kiss Goodnight       | Eric Bellinger                                     | The Rebirth                                     |
| 2014 | Kama Sutra           | Jason Derulo                                       | Talk Dirty                                      |
| 2014 | Me Too               | King Los, Jeremih                                  | Zero Gravity II                                 |
| 2015 | Dangerous            | Prince Royce                                       | Double Vision                                   |
| 2015 | Up Every Night       | Termanology, Cory Gunz                             | Term Brady (EP)                                 |
| 2015 | Dum Dada             | Pia Mia                                            | –                                               |
| 2016 | Good Good            | Lil Durk, DeJ Loaf                                 | LilDurk2X                                       |
| 2016 | Roll Sum Up          | Fetty Wap                                          | –                                               |
| 2016 | 2 Seater             | E-40                                               | The D-Boy Diary (Book 2)                        |
| 2018 | Us                   | Elley Duhé                                         | Uncle Drew (Original Motion Picture Soundtrack) |

## Statistik

### Chartauswertung
|                     | DE    | AT    | CH    | UK    | US    |
| ------------------- | ----- | ----- | ----- | ----- | ----- |
| Nummer-eins-Alben   | DE—DE | AT—AT | CH—CH | UK—UK | US—US |
| Top-10-Alben        | DE1DE | AT—AT | CH2CH | UK1UK | US1US |
| Alben in den Charts | DE2DE | AT2AT | CH3CH | UK2UK | US6US |

|                       | DE     | AT    | CH    | UK    | US     |
| --------------------- | ------ | ----- | ----- | ----- | ------ |
| Nummer-eins-Singles   | DE—DE  | AT—AT | CH—CH | UK—UK | US—US  |
| Top-10-Singles        | DE—DE  | AT—AT | CH—CH | UK1UK | US—US  |
| Singles in den Charts | DE12DE | AT5AT | CH3CH | UK9UK | US10US |

### Auszeichnungen für Musikverkäufe
| Goldene Schallplatte - Australien - 2017: für die Single Main Chick - 2017: für die Single Promise - 2017: für die Single Body Language - Belgien - 2016: für die Single Worth It - Dänemark - 2015: für die Single That’s How You Know - 2020: für die Single I Love You - Frankreich - 2022: für die Single Ride With Me - Kanada - 2019: für das Album My Own Lane - 2019: für die Single Main Chick - 2019: für die Single Body Language - 2020: für das Lied Hell & Back - Mexiko - 2015: für die Single Delirious (Boneless) - Neuseeland - 2019: für die Single Be Real - 2022: für das Album My Own Lane - 2023: für das Album Full Speed - Spanien - 2016: für die Single Worth It | Platin-Schallplatte - Australien - 2015: für die Single That’s How You Know - 2017: für die Single Show Me - Dänemark - 2014: für das Streaming Show Me - 2023: für die Single Worth It - Kanada - 2015: für die Single Delirious (Boneless) - 2019: für die Single Be Real - 2019: für die Single Show Me - 2021: für die Single Ride Out - Malaysia - 2017: für die Single Worth It - Neuseeland - 2016: für die Single That’s How You Know - 2021: für die Single Promise - 2023: für die Single Body Language - Schweden - 2016: für die Single Worth It - Vereinigte Staaten - 2020: für das Lied Hell & Back | 2× Platin-Schallplatte - Australien - 2016: für die Single Worth It - Italien - 2017: für die Single Worth It - Kanada - 2016: für die Single Worth It - Neuseeland - 2022: für die Single Worth It - Polen - 2024: für die Single Worth It 3× Platin-Schallplatte - Mexiko - 2019: für die Single Worth It - Schweden - 2017: für die Single I Love You 4× Platin-Schallplatte - Norwegen - 2020: für die Single That’s How You Know |

Anmerkung: Auszeichnungen in Ländern aus den Charttabellen bzw. Chartboxen sind in ebendiesen zu finden.
| Land/RegionAuszeichnungen für Musikverkäufe (Land/Region, Auszeichnungen, Verkäufe, Quellen) | Silber     | Gold       | Platin       | Verkäufe   | Quellen              |
| -------------------------------------------------------------------------------------------- | ---------- | ---------- | ------------ | ---------- | -------------------- |
| Australien (ARIA)                                                                            | —          | 3× Gold3   | 4× Platin4   | 385.000    | aria.com.au          |
| Belgien (BRMA)                                                                               | —          | Gold1      | —            | 15.000     | ultratop.be          |
| Dänemark (IFPI)                                                                              | —          | 2× Gold2   | 2× Platin2   | 165.000    | ifpi.dk              |
| Deutschland (BVMI)                                                                           | —          | 3× Gold3   | Platin1      | 950.000    | musikindustrie.de    |
| Frankreich (SNEP)                                                                            | —          | Gold1      | —            | 100.000    | snepmusique.com      |
| Italien (FIMI)                                                                               | —          | —          | 2× Platin2   | 100.000    | fimi.it              |
| Kanada (MC)                                                                                  | —          | 4× Gold4   | 6× Platin6   | 640.000    | musiccanada.com      |
| Malaysia (RIM)                                                                               | —          | —          | Platin1      | 200.000    | Einzelnachweise      |
| Mexiko (AMPROFON)                                                                            | —          | Gold1      | 3× Platin3   | 210.000    | amprofon.com.mx      |
| Neuseeland (RMNZ)                                                                            | —          | 3× Gold3   | 5× Platin5   | 165.000    | radioscope.co.nz NZ2 |
| Norwegen (IFPI)                                                                              | —          | —          | 4× Platin4   | 240.000    | ifpi.no              |
| Österreich (IFPI)                                                                            | —          | Gold1      | —            | 15.000     | ifpi.at              |
| Polen (ZPAV)                                                                                 | —          | —          | 2× Platin2   | 100.000    | olis.pl              |
| Schweden (IFPI)                                                                              | —          | —          | 4× Platin4   | 160.000    | sverigetopplistan.se |
| Spanien (Promusicae)                                                                         | —          | Gold1      | —            | 20.000     | elportaldemusica.es  |
| Vereinigte Staaten (RIAA)                                                                    | —          | 6× Gold6   | 15× Platin15 | 18.000.000 | riaa.com             |
| Vereinigtes Königreich (BPI)                                                                 | 7× Silber7 | —          | 2× Platin2   | 2.460.000  | bpi.co.uk            |
| Insgesamt                                                                                    | 7× Silber7 | 26× Gold26 | 51× Platin51 |            |                      |